# Diplocanthopoda
Diplocanthopoda là một chi nhện trong họ Salticidae.